# Crossdoney
Crossdoney (irlandais : Cros Domhnaigh, croix dominicale) est un village dans le comté de Cavan, en Irlande.

## Vue d'ensemble
Le village est situé sur la route régionale R154, à sa jonction avec la route R198.

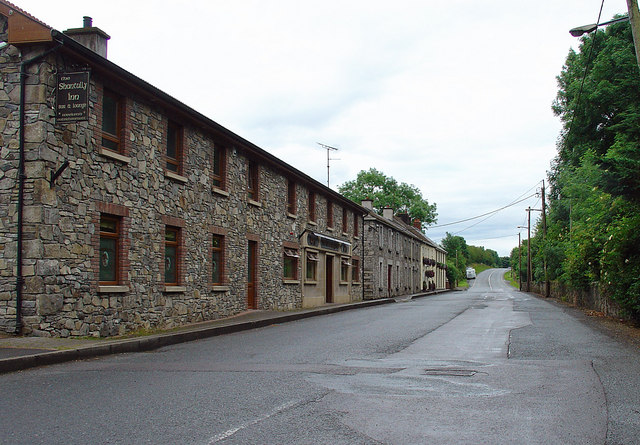
Shantully Inn à Crossdoney.

Presque toutes les maisons du village sont situées du même côté de la route ce qui a donné lieu à l'expression : « Tous du même côté, comme à Crossdoney ».
Le village se trouve sur la route de Kilessandra à Cavan, à 6,5 km au sud-ouest de Cavan et 96 km au nord-ouest de Dublin. En 1837, Crossdoney ne comportait que 12 maisons. Des marchés se tenaient les 15 avril, 27 mai, 26 août et 17 novembre.

## Transports

### Transports routiers
Cinq fois par jour (sauf le dimanche), la ligne de bus 975 de Whartons Travel dessert Cavan, Arva, Drumlish et Longford, dans les deux sens, avec terminus à la gare de Longford,.

### La gare ferroviaire
La gare de chemin de fer de Crossdoney, située sur la ligne de Cavan à la jonction avec celle d'Inny a ouvert en juillet 1856 avec une branche vers Killeshandra en 1886. Elle a fermé pour le trafic voyageurs en 1947 et définitivement pour les marchandises en janvier 1960.
La gare est devenue une résidence privée.